# Großer Preis von Großbritannien 2011
Der Große Preis von Großbritannien 2011 (offiziell 2011 Formula 1 Santander British Grand Prix) fand am 10. Juli auf dem Silverstone Circuit in Silverstone statt und war das neunte Rennen der Formel-1-Weltmeisterschaft 2011.

## Berichte

### Hintergrund
Nach dem Großen Preis von Europa führte Sebastian Vettel in der Fahrerwertung mit 77 Punkten vor Jenson Button und Mark Webber. In der Konstrukteurswertung führte Red Bull-Renault mit 89 Punkten vor McLaren-Mercedes und mit 166 Punkten vor Ferrari.
Ab diesem Grand Prix trat das Zwischengas-Verbot in Kraft. Zuvor war es möglich den Motor auch beim Bremsen weiterlaufen zu lassen, um mit den Abgasen den Diffusor anzuströmen. Nachdem es am Freitagnachmittag zu Auseinandersetzungen der Teamchefs Christian Horner (Red Bull-Renault) und Martin Whitmarsh (McLaren-Mercedes) über eine Ausnahmeregelung für den Renault-Motor gekommen war, wurde diese Ausnahmegenehmigung am Samstag zurückgezogen. Ursprünglich hätte Renault die Drosselklappe bis zu 50 % öffnen und sechs von acht Zylindern zünden dürfen, während die Mercedes- und Cosworth-Motoren die Drosselklappe nur bis zu 10 % öffnen und vier von acht Zylindern zünden dürfen. Eine Ausnahmeregelung für die Mercedes-Motoren, die wegen Zuverlässigkeitsproblemen am Kurbelwellengehäuse beim Bremsvorgang ihren Motor nachzünden dürfen, bleibt bestehen. Der technische Direktor von Red Bull, Adrian Newey, fühlte sich mit diesen Reglementsänderungen an die Formel-1-Weltmeisterschaft 1994 erinnert. Damals wurden die bei Williams-Renault maßgeblich von ihm entwickelte Traktionskontrolle und die aktive Radaufhängung verboten.
Beim Großen Preis von Großbritannien stellte Pirelli den Fahrern die Reifenmischungen Hard (silber) und Soft (gelb), sowie für nasse Bedingungen Intermediates (hellblau) und Full-Wets (orange) zur Verfügung.
Vor dem Rennwochenende gab es einen Fahrerwechsel: Daniel Ricciardo gab beim Großen Preis von Großbritannien sein Grand-Prix-Debüt. Er ersetzte Narain Karthikeyan bei HRT-Cosworth. Ricciardo nahm zuvor für Toro Rosso an den ersten freien Trainings dieser Saison teil.
Ferrari änderte vor dem Grand Prix seinen offiziellen Namen von Scuderia Ferrari Marlboro in Scuderia Ferrari. Letztmals trat das Team beim Großen Preis von Japan 1996 unter diesem Namen an. Damit reagierten Ferrari und Philip Morris International auf die Kritik von Anti-Tabak-Organisationen. Ferrari feierte zudem das 60-jährige Jubiläum ihres ersten Formel-1-Sieges. Am 14. Juli 1951 gewann mit José Froilán González beim Großen Preis von Großbritannien erstmals ein Fahrer für den italienischen Rennstall.
Mit Michael Schumacher (dreimal), Rubens Barrichello, Fernando Alonso, Lewis Hamilton, Vettel und Webber (jeweils einmal) traten sechs ehemalige Sieger zu diesem Grand Prix an.

### Training
Im ersten freien Training, das unter nassen Bedingungen stattfand, erzielte Webber die schnellste Runde vor Schumacher und Barrichello. In diesem Training übernahm Nico Hülkenberg den Force India von Adrian Sutil und Karun Chandhok den Lotus von Heikki Kovalainen. Im zweiten freien Training gingen die meisten Piloten erst im letzten Drittel auf die Strecke, da die Strecke abermals nass war und die Fahrer wenig Reifen verbrauchen wollten. Felipe Massa war schließlich der schnellste Pilot vor Nico Rosberg und Kamui Kobayashi. Im dritten freien Training, in dem die Fahrer durchgängig Slicks verwendeten, setzte sich Vettel gegen Alonso und Webber durch.

### Qualifying
Im ersten Abschnitt des Qualifyings (Q1) fuhr Webber die schnellste Runde. Da es zum Ende des Abschnitts zu regnen anfing, waren die Piloten in der Schlussphase nicht mehr in der Lage, ihrer Zeiten zu verbessern. Die HRT-, Virgin- und Toro-Rosso-Piloten sowie Jarno Trulli schieden aus.
Im zweiten Qualifikationssegment (Q2), in dem wieder Slicks verwendet wurden, übernahm Massa die Führungsposition. Die Renault-Piloten sowie Kovalainen, Barrichello, Schumacher, Sergio Pérez und Sutil schieden aus.
Im dritten Abschnitt (Q3) erzielte schließlich Webber seine achte Pole-Position vor Vettel und Alonso. Auch in diesem Segment gab es in den letzten Minuten leichten Regen.

### Rennen
Das Rennen begann unter schwierigen Bedingungen: Von der Arena bis zur Kapelle war die Strecke vollständig nass, die restlichen Abschnitte waren jedoch trocken. Aus diesem Grund entschieden sich alle Teams dafür, auf Intermediate-Reifen zu starten. Vor dem Start rutschten Hamilton und Pérez von der Strecke, wobei Pérez den Frontflügel seines Autos beschädigte. Beim Start schlug Vettel Webber bis zur ersten Kurve, während Button Massa überholte. Hamilton machte in der ersten Runde vier Positionen gut, nachdem er von Platz zehn gestartet war. Die beiden Renaults von Nick Heidfeld und Witali Petrow hatten in Vale eine kleine Kollision, die Petrow beinahe aus dem Rennen geworfen hätte. Die schwierigen Bedingungen führten dazu, dass die Fahrer gezwungen waren, die Intermediate-Reifen in den trockenen Abschnitten der Rennstrecke zu schonen, um die Unversehrtheit der Reifen auf den nassen Abschnitten zu bewahren. Dies führte dazu, dass die Fahrer so lange wie möglich auf der Rennstrecke bleiben mussten, bis die Strecke trocken genug war, um auf Trockenreifen umzusteigen, andernfalls riskierten sie einen zusätzlichen Stopp und verlorenen Platz auf der Strecke.
Vettel begann, einen komfortablen Vorsprung vor Webber aufzubauen, während Button Schwierigkeiten hatte und zunächst den vierten Platz an Massa verlor und dann von Hamilton überholt wurde, während der Weltmeister von 2008 wieder nach vorne kletterte. Die Lotus-Fahrzeuge von Kovalainen und Trulli waren die ersten Ausfälle des Rennens, da sie aufgrund von Getriebeproblemen innerhalb der ersten zehn Runden ausfielen. Als die erste Runde der geplanten Boxenstopps näher rückte, kollidierte Schumacher in Luffield mit Kobayashi und drehte den japanischen Fahrer herum. Schumacher musste seinen Frontflügel austauschen und erhielt daraufhin eine Stop-and-go-Strafe von zehn Sekunden, weil er einen vermeidbaren Unfall verursacht hatte. Da der neue Boxenkomplex so konzipiert war, dass die Fahrer möglichst wenig Zeit an der Box verbringen würden, entschieden die Sportkommissare, dass eine Stop-Go-Strafe angemessener sei als eine Durchfahrt. Kobayashi erhielt eine ähnliche Strafe, als er an die Box ging, weil er wegen eines unsicheren Auslösers über eine Radpistole fuhr. Kobayashi schied dann aus dem Grand Prix aus, als sein Motor auslief. In der Zwischenzeit kämpften Jaime Alguersuari und Sébastien Buemi von ihren schlechten Startplätzen aus um die Reihenfolge, und beide überholten erfolgreich den schwächelnden Renault von Petrow. Bei Force India hatte Paul di Resta Verspätung an der Box, als das Team Sutil erwartete und hatte daher bei einem ähnlichen Vorfall wie bei einem Fehler beim Großen Preis von Deutschland 2010 Sutils Reifen bereit, was di Resta zwang, zu warten, bis seine Reifen bereit standen. Durch den Fehler fiel di Resta weit zurück und kam schließlich in Copse mit Buemi in Berührung, wodurch der linke Hinterreifen des Schweizer Fahrers beschädigt wurde. Gelbe Flaggen wurden gehisst, als Buemi versuchte, zur Box zurückzuhumpeln, aber sein Reifen löste sich bald auf und er musste am Streckenrand aufgeben.
In der zweiten Runde der Boxenstopps kamen Vettel und Alonso gleichzeitig an, aber ein ungewöhnlicher Fehler der Red-Bull-Mechaniker führte dazu, dass Vettel aufgehalten wurde und Alonso die Führung des Rennens übernehmen konnte. Vettel wurde hinter Hamilton Dritter und hatte Mühe, den McLaren-Fahrer zu überholen, während Alonso seinen Vorsprung ausbaute. Red Bull würde Vettel schließlich ein drittes Mal an die Box lassen, damit er bei klarer Luft fahren konnte. In der Zwischenzeit fuhr Button an die Box, um neue Reifen zu holen, schied jedoch aus dem Rennen aus, nachdem die vordere rechte Radmutter nicht befestigt war, wodurch das Rad beim Verlassen der Box sichtbar locker blieb und Button seine Serie schlechter Ergebnisse bei seinem Heimrennen fortsetzte.
Weniger als zehn Runden vor Schluss wurde Hamilton angewiesen, Kraftstoff zu sparen, um das Rennen zu beenden. Dies verlangsamte ihn so sehr, dass Vettel und Webber ihn überholen konnten und er Gefahr lief, von Massa überholt zu werden. Als das Rennen in die letzten beiden Runden ging, war Webber nah genug an Vettel dran, um einen Überholversuch zu unternehmen, während Massa sichtbar schneller als Hamilton war. Webber erhielt vom Team den Befehl, Vettel nicht zu überholen, ignorierte ihn jedoch. Er blieb letztlich erfolglos und belegte den dritten Platz. Hinter ihnen holte Massa in der letzten Runde Hamilton ein und versuchte, ihn in die Vale-Kurve zu überholen. Hamilton, der in der Kurve eine Verteidigungslinie hielt, war nicht in der Lage, das Auto rechtzeitig abzubremsen, und die beiden kamen in Berührung. Dies zwang Massa von der Ideallinie durch die Club-Kurve und über die Ziellinie; Hamilton setzte sich mit zwei Hundertstelsekunden Vorsprung durch, während Massa zu weit ging und die Ziellinie im Auslauf auf der Asphaltaußenseite der Kurve überquerte. Die Stewards untersuchten den Vorfall, es wurden jedoch keine Maßnahmen ergriffen.
Alonso gewann das Rennen – Ferraris einzigen Sieg in der Saison 2011 – 16 Sekunden vor Vettel und Webber, Hamilton wurde Vierter und Massa Fünfter. Rosberg wurde Sechster, fünf Sekunden vor Pérez und erzielte damit das beste Ergebnis seiner bisherigen Karriere. Heidfeld rettete als Achter vier Punkte für Renault und Schumacher erholte sich von seiner Strafe und wurde Neunter. Da Petrow keinen Punkt erzielte, belegte Mercedes den vierten Platz in der Konstrukteursweltmeisterschaft. Alguersuari sicherte sich als Zehnter die letzte Punkteposition und landete damit zum dritten Mal in Folge in den Punkterängen. Ricciardo war bei seinem Renndebüt der 19. und letzte gewertete Fahrer.
Nachdem Schumacher als letzter Fahrer mindestens zweimal den Grand Prix gewann (1998, 2002 und 2004), gelang dies nun Alonso (zuvor 2006). Dadurch wurde die Serie von acht verschiedenen Siegern seit dem Großen Preis von Großbritannien 2003 unterbrochen.

## Meldeliste
| Team                         | Nr. | Fahrer             | Chassis             | Motor                | Reifen |
| ---------------------------- | --- | ------------------ | ------------------- | -------------------- | ------ |
| Red Bull Racing              | 01  | Sebastian Vettel   | Red Bull RB7        | Renault 2.4 V8       | P      |
| Red Bull Racing              | 02  | Mark Webber        | Red Bull RB7        | Renault 2.4 V8       | P      |
| Vodafone McLaren Mercedes    | 03  | Lewis Hamilton     | McLaren MP4-26      | Mercedes-Benz 2.4 V8 | P      |
| Vodafone McLaren Mercedes    | 04  | Jenson Button      | McLaren MP4-26      | Mercedes-Benz 2.4 V8 | P      |
| Scuderia Ferrari             | 05  | Fernando Alonso    | Ferrari 150º Italia | Ferrari 2.4 V8       | P      |
| Scuderia Ferrari             | 06  | Felipe Massa       | Ferrari 150º Italia | Ferrari 2.4 V8       | P      |
| Mercedes GP Petronas F1 Team | 07  | Michael Schumacher | Mercedes MGP W02    | Mercedes-Benz 2.4 V8 | P      |
| Mercedes GP Petronas F1 Team | 08  | Nico Rosberg       | Mercedes MGP W02    | Mercedes-Benz 2.4 V8 | P      |
| Lotus Renault GP             | 09  | Nick Heidfeld      | Renault R31         | Renault 2.4 V8       | P      |
| Lotus Renault GP             | 10  | Witali Petrow      | Renault R31         | Renault 2.4 V8       | P      |
| AT&T Williams                | 11  | Rubens Barrichello | Williams FW33       | Cosworth 2.4 V8      | P      |
| AT&T Williams                | 12  | Pastor Maldonado   | Williams FW33       | Cosworth 2.4 V8      | P      |
| Force India F1 Team          | 14  | Nico Hülkenberg    | Force India VJM04   | Mercedes-Benz 2.4 V8 | P      |
| Force India F1 Team          | 14  | Adrian Sutil       | Force India VJM04   | Mercedes-Benz 2.4 V8 | P      |
| Force India F1 Team          | 15  | Paul di Resta      | Force India VJM04   | Mercedes-Benz 2.4 V8 | P      |
| Sauber F1 Team               | 16  | Kamui Kobayashi    | Sauber C30          | Ferrari 2.4 V8       | P      |
| Sauber F1 Team               | 17  | Sergio Pérez       | Sauber C30          | Ferrari 2.4 V8       | P      |
| Scuderia Toro Rosso          | 18  | Sébastien Buemi    | Toro Rosso STR6     | Ferrari 2.4 V8       | P      |
| Scuderia Toro Rosso          | 19  | Jaime Alguersuari  | Toro Rosso STR6     | Ferrari 2.4 V8       | P      |
| Team Lotus                   | 20  | Karun Chandhok     | Lotus T128          | Renault 2.4 V8       | P      |
| Team Lotus                   | 20  | Heikki Kovalainen  | Lotus T128          | Renault 2.4 V8       | P      |
| Team Lotus                   | 21  | Jarno Trulli       | Lotus T128          | Renault 2.4 V8       | P      |
| HRT F1 Team                  | 22  | Daniel Ricciardo   | HRT F111            | Cosworth 2.4 V8      | P      |
| HRT F1 Team                  | 23  | Vitantonio Liuzzi  | HRT F111            | Cosworth 2.4 V8      | P      |
| Marussia Virgin Racing       | 24  | Timo Glock         | Virgin MVR-02       | Cosworth 2.4 V8      | P      |
| Marussia Virgin Racing       | 25  | Jérôme D’Ambrosio  | Virgin MVR-02       | Cosworth 2.4 V8      | P      |

Anmerkungen
1. 1 2  Hülkenberg fuhr den Force India mit der Nummer 14 im ersten freien Training. Sutil übernahm das Fahrzeug anschließend für das restliche Rennwochenende.
2. 1 2  Chandhok fuhr den Lotus mit der Nummer 20 im ersten freien Training. Kovalainen übernahm das Fahrzeug anschließend für das restliche Rennwochenende.

## Klassifikationen

### Qualifying
| Pos.                                                                      | Fahrer             | Konstrukteur         | Q1       | Q2       | Q3       | Start |
| ------------------------------------------------------------------------- | ------------------ | -------------------- | -------- | -------- | -------- | ----- |
| 01                                                                        | Mark Webber        | Red Bull-Renault     | 1:32,670 | 1:31,673 | 1:30,399 | 01    |
| 02                                                                        | Sebastian Vettel   | Red Bull-Renault     | 1:32,977 | 1:32,379 | 1:30,431 | 02    |
| 03                                                                        | Fernando Alonso    | Ferrari              | 1:32,986 | 1:31,727 | 1:30,516 | 03    |
| 04                                                                        | Felipe Massa       | Ferrari              | 1:32,760 | 1:31,640 | 1:31,124 | 04    |
| 05                                                                        | Jenson Button      | McLaren-Mercedes     | 1:34,230 | 1:32,273 | 1:31,898 | 05    |
| 06                                                                        | Paul di Resta      | Force India-Mercedes | 1:34,472 | 1:32,569 | 1:31,929 | 06    |
| 07                                                                        | Pastor Maldonado   | Williams-Cosworth    | 1:32,702 | 1:32,588 | 1:31,933 | 07    |
| 08                                                                        | Kamui Kobayashi    | Sauber-Ferrari       | 1:34,324 | 1:32,399 | 1:32,128 | 08    |
| 09                                                                        | Nico Rosberg       | Mercedes             | 1:34,186 | 1:32,295 | 1:32,209 | 09    |
| 10                                                                        | Lewis Hamilton     | McLaren-Mercedes     | 1:33,581 | 1:32,505 | 1:32,376 | 10    |
| 11                                                                        | Adrian Sutil       | Force India-Mercedes | 1:34,454 | 1:32,617 | –        | 11    |
| 12                                                                        | Sergio Pérez       | Sauber-Ferrari       | 1:34,145 | 1:32,624 | –        | 12    |
| 13                                                                        | Michael Schumacher | Mercedes             | 1:34,160 | 1:32,656 | –        | 13    |
| 14                                                                        | Witali Petrow      | Renault              | 1:34,766 | 1:32,734 | –        | 14    |
| 15                                                                        | Rubens Barrichello | Williams-Cosworth    | 1:33,532 | 1:33,119 | –        | 15    |
| 16                                                                        | Nick Heidfeld      | Renault              | 1:35,132 | 1:33,805 | –        | 16    |
| 17                                                                        | Heikki Kovalainen  | Lotus-Renault        | 1:34,923 | 1:34,821 | –        | 17    |
| 18                                                                        | Jaime Alguersuari  | Toro Rosso-Ferrari   | 1:35,245 | –        | –        | 18    |
| 19                                                                        | Sébastien Buemi    | Toro Rosso-Ferrari   | 1:35,749 | –        | –        | 19    |
| 20                                                                        | Timo Glock         | Virgin-Cosworth      | 1:36,203 | –        | –        | 20    |
| 21                                                                        | Jarno Trulli       | Lotus-Renault        | 1:36,456 | –        | –        | 21    |
| 22                                                                        | Jérôme D’Ambrosio  | Virgin-Cosworth      | 1:37,154 | –        | –        | 22    |
| 23                                                                        | Vitantonio Liuzzi  | HRT-Cosworth         | 1:37,484 | –        | –        | 23    |
| 24                                                                        | Daniel Ricciardo   | HRT-Cosworth         | 1:38,059 | –        | –        | 24    |
| 107-Prozent-Zeit: 1:39,156 min (bezogen auf Q1-Bestzeit von 1:32,670 min) |                    |                      |          |          |          |       |

Anmerkungen
1. 1 2 3 4 5 6 7 8 9 10 11 12 13 14 15 16 17 18  Rennwagen mit KERS

### Rennen
| Pos. | Fahrer             | Konstrukteur         | Runden | Stopps | Zeit        | Start | Schnellste Runde |
| ---- | ------------------ | -------------------- | ------ | ------ | ----------- | ----- | ---------------- |
| 01   | Fernando Alonso    | Ferrari              | 52     | 3      | 1:28:41,196 | 03    | 1:34,908 (41.)   |
| 02   | Sebastian Vettel   | Red Bull-Renault     | 52     | 3      | + 16,511    | 02    | 1:35,565 (38.)   |
| 03   | Mark Webber        | Red Bull-Renault     | 52     | 3      | + 16,947    | 01    | 1:35,665 (49.)   |
| 04   | Lewis Hamilton     | McLaren-Mercedes     | 52     | 3      | + 28,986    | 10    | 1:36,180 (39.)   |
| 05   | Felipe Massa       | Ferrari              | 52     | 3      | + 29,010    | 04    | 1:35,474 (49.)   |
| 06   | Nico Rosberg       | Mercedes             | 52     | 2      | + 1:00,665  | 09    | 1:37,073 (32.)   |
| 07   | Sergio Pérez       | Sauber-Ferrari       | 52     | 2      | + 1:05,590  | 12    | 1:36,656 (35.)   |
| 08   | Nick Heidfeld      | Renault              | 52     | 2      | + 1:15,542  | 16    | 1:37,117 (37.)   |
| 09   | Michael Schumacher | Mercedes             | 52     | 3      | + 1:17,912  | 13    | 1:37,034 (34.)   |
| 10   | Jaime Alguersuari  | Toro Rosso-Ferrari   | 52     | 2      | + 1:19,108  | 18    | 1:37,160 (38.)   |
| 11   | Adrian Sutil       | Force India-Mercedes | 52     | 3      | + 1:19,712  | 11    | 1:36,744 (42.)   |
| 12   | Witali Petrow      | Renault              | 52     | 2      | + 1:20,681  | 14    | 1:36,308 (40.)   |
| 13   | Rubens Barrichello | Williams-Cosworth    | 51     | 2      | + 1 Runde   | 15    | 1:36,733 (38.)   |
| 14   | Pastor Maldonado   | Williams-Cosworth    | 51     | 3      | + 1 Runde   | 07    | 1:37,036 (41.)   |
| 15   | Paul di Resta      | Force India-Mercedes | 51     | 3      | + 1 Runde   | 06    | 1:37,936 (48.)   |
| 16   | Timo Glock         | Virgin-Cosworth      | 50     | 2      | + 2 Runden  | 20    | 1:39,811 (49.)   |
| 17   | Jérôme D’Ambrosio  | Virgin-Cosworth      | 50     | 2      | + 2 Runden  | 22    | 1:40,560 (30.)   |
| 18   | Vitantonio Liuzzi  | HRT-Cosworth         | 50     | 2      | + 2 Runden  | 23    | 1:40,524 (40.)   |
| 19   | Daniel Ricciardo   | HRT-Cosworth         | 49     | 2      | + 3 Runden  | 24    | 1:40,910 (30.)   |
| –    | Jenson Button      | McLaren-Mercedes     | 39     | 3      | DNF         | 05    | 1:36,982 (31.)   |
| –    | Sébastien Buemi    | Toro Rosso-Ferrari   | 25     | 2      | DNF         | 19    | 1:40,224 (24.)   |
| –    | Kamui Kobayashi    | Sauber-Ferrari       | 23     | 2      | DNF         | 08    | 1:40,703 (23.)   |
| –    | Jarno Trulli       | Lotus-Renault        | 10     | 0      | DNF         | 21    | 1:55,491 (09.)   |
| –    | Heikki Kovalainen  | Lotus-Renault        | 2      | 0      | DNF         | 17    | 2:10,404 (02.)   |

Anmerkungen
1. 1 2 3 4 5 6 7 8 9 10 11 12 13 14 15 16 17 18  Rennwagen mit KERS

## WM-Stände nach dem Rennen
Die ersten zehn des Rennens bekamen 25, 18, 15, 12, 10, 8, 6, 4, 2 bzw. 1 Punkt(e).

### Fahrerwertung
| Pos. | Fahrer             | Konstrukteur         | Punkte |
| ---- | ------------------ | -------------------- | ------ |
| 01   | Sebastian Vettel   | Red Bull-Renault     | 204    |
| 02   | Mark Webber        | Red Bull-Renault     | 124    |
| 03   | Fernando Alonso    | Ferrari              | 112    |
| 04   | Lewis Hamilton     | McLaren-Mercedes     | 109    |
| 05   | Jenson Button      | McLaren-Mercedes     | 109    |
| 06   | Felipe Massa       | Ferrari              | 52     |
| 07   | Nico Rosberg       | Mercedes             | 40     |
| 08   | Nick Heidfeld      | Renault              | 34     |
| 09   | Witali Petrow      | Renault              | 31     |
| 10   | Michael Schumacher | Mercedes             | 28     |
| 11   | Kamui Kobayashi    | Sauber-Ferrari       | 25     |
| 12   | Adrian Sutil       | Force India-Mercedes | 10     |
| 13   | Jaime Alguersuari  | Toro Rosso-Ferrari   | 9      |

| Pos. | Fahrer             | Konstrukteur         | Punkte |
| ---- | ------------------ | -------------------- | ------ |
| 14   | Sergio Pérez       | Sauber-Ferrari       | 8      |
| 15   | Sébastien Buemi    | Toro Rosso-Ferrari   | 8      |
| 16   | Rubens Barrichello | Williams-Cosworth    | 4      |
| 17   | Paul di Resta      | Force India-Mercedes | 2      |
| 18   | Pedro de la Rosa   | Sauber-Ferrari       | 0      |
| 19   | Jarno Trulli       | Lotus-Renault        | 0      |
| 20   | Vitantonio Liuzzi  | HRT-Cosworth         | 0      |
| 21   | Jérôme D’Ambrosio  | Virgin-Cosworth      | 0      |
| 22   | Heikki Kovalainen  | Lotus-Renault        | 0      |
| 23   | Pastor Maldonado   | Williams-Cosworth    | 0      |
| 24   | Timo Glock         | Virgin-Cosworth      | 0      |
| 25   | Narain Karthikeyan | HRT-Cosworth         | 0      |
| 26   | Daniel Ricciardo   | HRT-Cosworth         | 0      |

### Konstrukteurswertung
| Pos. | Konstrukteur     | Punkte |
| ---- | ---------------- | ------ |
| 01   | Red Bull-Renault | 328    |
| 02   | McLaren-Mercedes | 218    |
| 03   | Ferrari          | 164    |
| 04   | Mercedes         | 68     |
| 05   | Renault          | 65     |
| 06   | Sauber-Ferrari   | 33     |

| Pos. | Konstrukteur         | Punkte |
| ---- | -------------------- | ------ |
| 07   | Toro Rosso-Ferrari   | 17     |
| 08   | Force India-Mercedes | 12     |
| 09   | Williams-Cosworth    | 4      |
| 10   | Lotus-Renault        | 0      |
| 11   | HRT-Cosworth         | 0      |
| 12   | Virgin-Cosworth      | 0      |